# Estudio Herman Teirlinck
El Estudio Herman Teirlinck era una prestigiosa escuela de arte dramático flamenca. Especialmente el departamento dedicado al cabaret y a la formación de cantautores formó decenas de actores, humoristas y otros artistas flamencos y neerlandeses. 

## Historia
El flamenco Herman Teirlinck (24 de febrero de 1879 - 4 de febrero de 1967) fue un escritor conocido de novelas y de obras de teatro. También escribió poemas. Fundó el Estudio en 1946, con el objetivo de ofrecer cursos de perfeccionamiento para actores del Teatro Nacional - Teatro Real Neerlandés. El Ministerio de Cultura dirigió el Estudio a partir de 1966 y cambió el nombre por Instituto de Arte Dramático – Estudio Herman Teirlinck. 
La enseñanza superior flamenca fue reorganizada en 1995-96, lo que implicó que el Estudio fuese integrado en la Escuela Universitaria de Amberes, junto con la formación del conservatorio de Amberes. Como el gobierno sólo podía (quería) subvencionar una formación, se unieron las dos formaciones desde 2000 bajo el nombre Instituto Herman Teirlinck. Esto implicó que sólo quedara una formación de teatro en Amberes, lo que causó una ola de protesta en los círculos del teatro. Especialmente el argumento de que se había perdido la diversidad fue mencionado con frecuencia.
Actualmente, el instituto forma parte del Departamento Conservatorio Real de la Escuela Universitaria Artesis de Amberes. Entre los profesores pueden encontrarse entre otros Kristien Hemmerechts (escritora flamenca), Warre Borgmans (actor flamenco), Bart Moeyaert (escritor flamenco) y Dora van der Groen (actriz flamenca).
- Datos: Q2641064